# Arrest Brasserie du Pêcheur
Het arrest Brasserie du Pêcheur is een uitspraak van het Hof van Justitie van de Europese Gemeenschappen uit 1996.
Brasserie du Pêcheur was een Frans bedrijf dat bier exporteerde naar de Bondsrepubliek Duitsland. Het was gehouden die export te staken omdat het bier niet voldeed aan het Duitse Reinheitsgebot. Brasserie du Pêcheur meende dat deze regels in strijd waren met artikel 30 van het Verdrag tot oprichting van de Europese Economische Gemeenschap (huidig artikel 34 van het VWEU), en vorderde schadevergoeding van de Duitse staat.
Het Hof beantwoordde in het arrest twee vragen:
1. Geldt het beginsel dat lidstaten gehouden zijn tot vergoeding van de schade aan particulieren veroorzaakt door schendingen wanneer de verweten schending is begaan door de nationale wetgever?
Het antwoord van het Hof:
Elke voldoende gekwalificeerde schending van het Europese recht kan tot aansprakelijkheid leiden, ongeacht het overheidsorgaan dat de schending begaat.
2. Welke zijn precies de voorwaarden waaronder het EU-recht het recht op schadevergoeding toekent?
Het antwoord van het Hof:
Het gemeenschapsrecht kent een recht op schadevergoeding toe wanneer is voldaan aan drie voorwaarden: 
1. dat de geschonden rechtsregel ertoe strekt aan particulieren rechten toe te kennen,
2. dat er sprake is van een voldoende gekwalificeerde schending; en ten slotte
3. dat er een direct causaal verband bestaat tussen de schending van de op de staat rustende verplichting en de door de benadeelde personen geleden schade.